# Tugulim
Tugulim (orosz nyelven: Тугулым) városi jellegű település Oroszország európai részén, a Szverdlovszki területen. A Tugulimi járás székhelye.
Lakossága: 6001 fő (a 2010. évi népszámláláskor).

## Elhelyezkedése
A Szverdlovszki terület délkeleti részén, a Tugulimka (a Pisma mellékfolyója) két partján, Jekatyerinburg területi székhelytől autóúton 272 km-re keletre helyezkedik el. Vasútállomás a Transzszibériai vasútvonal Jekatyerinburg–Tyumeny közötti szakaszán. A település északi szélén vezet az R351-es főút (oroszul: ).

## Története
Az orosz települést 1689 körül alapították. Először Szemjon Remezov, Szibéria történetírója említi kb. 1696 és 1710 között összeállított művében (Remezov-évkönyv). A szibériai kocsiúton (Szibirszkij trakt) Tyumeny felé 1763-ban megindult forgalom jelentős lökést adott a falu fejlődésének. A 19. században erre vonultak kelet felé a szibériai száműzetésre ítéltek, köztük a dekabristák csoportjai is.